# 甘泉路
甘泉路是中華人民共和國上海市普陀區的一條東西走向道路，西起雙山路，東至宜川路，子長路以東路段為步行街，全長910米。道路得名自陝西省甘泉縣，始建於1953年。沿途有甘泉新村。